# Coupe du Roi de futsal
Ne doit pas être confondu avec Coupe d'Espagne de futsal.
La Coupe du Roi de futsal (en espagnol Copa del Rey de fútbol sala) est une compétition espagnole de futsal organisée par la Liga Nacional de Fútbol Sala (LNFS) et la Fédération espagnole de football (RFEF). 

## Organisation
Les clubs professionnels et semi-professionnels prennent part à cette compétition qui a lieu depuis la saison 2010-2011 et qui ne doit pas être confondue avec la Coupe d'Espagne de futsal.
La Coupe du Roi est ouverte à tous les clubs de Première et Deuxième division ainsi qu'à certaines équipes de Primera Nacional "A", catégorie semi-pro qui dépend de la RFEF. Ceci différencie la Coupe du Roi de la Coupe d'Espagne à laquelle ne prennent part que les huit meilleures équipes de Première division.
La Coupe du Roi se joue selon des éliminatoires à match unique disputées sur le terrain de l'équipe en théorie la plus faible. Les demi-finales se jouent en matchs aller-retour, tandis que la finale se joue sur terrain neutre. 
De même qu'en football, en basket-ball ou en handball, ce tournoi a l'appui de la famille royale espagnole.
Le FC Barcelone a remporté les quatre premières éditions de la Coupe du Roi.

## Palmarès
| Saison  | Lieu         | Vainqueur      | Finaliste             | Score |
| ------- | ------------ | -------------- | --------------------- | ----- |
| 2010-11 | Tolède       | FC Barcelone   | Inter Movistar        | 4-3   |
| 2011-12 | Antequera    | FC Barcelone   | ElPozo Murcia         | 6-3   |
| 2012-13 | Irun         | FC Barcelone   | ElPozo Murcia         | 6-3   |
| 2013-14 | Bilbao       | FC Barcelone   | ElPozo Murcia         | 4-3   |
| 2014-15 | Águilas      | Inter Movistar | Marfil Santa Coloma   | 3-0   |
| 2015-16 | Séville      | ElPozo Murcia  | Palma Futsal          | 3-2   |
| 2016-17 | Guadalajara  | ElPozo Murcia  | Magna Gurpea          | 3-2   |
| 2017-18 | Cáceres      | FC Barcelone   | Jaén Paraíso Interior | 4-3   |
| 2018-19 | Ciudad Real  | FC Barcelone   | Jaén Paraíso Interior | 5-2   |
| 2019-20 | Malaga       | FC Barcelone   | Jaén Paraíso Interior | 2-1   |
| 2020-21 | Santa Coloma | Inter Movistar | ElPozo Murcia         | 5-3   |
| 2021-22 |              |                |                       | -     |